# Delaney Bramlett
Delaney Bramlett (1 de julho de 1939 — 27 de dezembro de 2008) foi um cantor, compositor, músico e produtor americano. Os momentos mais célebres e criativos de seus quarenta anos de carreira ocorreram quando da parceria com sua então esposa Bonnie Bramlett em uma trupe de músicos profissionais e astros do rock conhecida como Delaney, Bonnie & Friends.
Delaney morreu em 2008 em decorrência de complicações resultantes de uma cirurgia de vesícula biliar.